# يسرية لوزة
يسرية لوزة ساوريس (31 ديسمبر 1935 - )، سيدة أعمال مصرية، شغلت العديد من المناصب الإجتماعية والسياسية وكانت عضو في مجلس الشعب لمدة 6 سنوات من عام 1995 وحتى عام 2000. تشغل اليوم منصب رئيس مجلس أمناء مؤسسة ساويرس الاجتماعية، وهي والدة رجل الأعمال المصري نجيب وناصف ساويرس، وزوجة رجل الأعمال الراحل أنسي ساويرس.

## حياتها
ولدت في قرية مير التابعة لمركز القوصيه بمحافظة أسيوط لعائلة من بلدة مير بأسيوط. والدها «ناصف لوزة» محامي وصاحب أراض، نالت شهادة البكالوريوس في التجارة من جامعة القاهرة، ثم شهادة ماجستير في مجال إدارة الأعمال من الجامعة الأمريكية، وبدأت بالعمل في مجموعة أوراسكوم وتدرجت في المناصب. كما شغلت منصب رئيس مجلس إدارة ومديرة شركة تحسين الخدمات المتكاملة، والسكرتير العام بمؤسسة ساويرس للتنمية الاجتماعية.

## الأدوار المجتمعية
- شغلت منصب عضو بالمجلس القومي للأمومة والطفولة
- عضو بالمؤسسة المصرية لأطفال الشوارع
- رئيسة مجلس إدارة الجمعية المصرية للكبد
- عضو بالصندوق الاجتماعي للتنمية
- إنشاء مدرسة “ارتقاء” التي تعمل على رفع كفاءة جامعي القمامة، وتدوير المخلفات بمنطقة منشية ناصر والمقطم
- أسست جمعية حماية البيئة من التلوث
- أسست الجمعية المصرية لرعاية الكبد
- أسست الجمعية المصرية لأطفال الشوارع.
- أطلقت مبادرة “مستقبل أفضل لأطفال المحاجر”
- خصصت مبلغ قدره 40 مليون جنية لخلق 20 ألف فرصة عمل للشباب والمرأة، وذوي الاحتياجات الخاصة بمحافظات الصعيد.
- أطلقت مبادرة “مدارس من أجل مصر”، مبادرة “تدريب من أجل التوظيف”

## منحة يسرية لوزة ساويرس بالولايات المتحدة
أطلقت مؤسسة ساويرس للتنمية برئاسة يسرية لوزا ساويرس مبادرة منحة للحصول على درجة الماجستير في ممارسات التنمية بكلية هيوبرت همفري للشؤون العامة بجامعة مينيسوتا بالولايات المتحدة الأمريكية، وتعتمد منحة “يسرية لوزا ساويرس” على تمويل 2 من الدارسين المصريين كل سنة من المهتمين بالعمل في مجال تنمية مصر، وتزود المنحة الدراسية الطلاب بالعديد من المهارات والخبرات لكي يصبح لدى الطلاب القدرة على مواجهة تحديات التنمية مثل الزيادة السكانية، وتفشي الفقر، وانعدام الأمن.

## الجوائز والتكريم
أطلق اسمها على الدورة التي عقدت في مقر جامعة الدول العربية في مارس 2021 بخصوص المنتدى الثالث للمرأة العربية، كتكريم شرفي كونها رائدة في مجالات العمل التنموي في العالم العربي".

## حياتها الخاصة
تزوجت من رجل الأعمال الراحل أنسي ساويرس وهو أحد أبرز رجال الأعمال والمؤسس لمجموعة أوراسكوم في مجال المقاولات، وأنجبت ثلاثة أبناء وهم نجيب ساويرس، وسميح ساويرس، وناصف ساويرس.